# Gegeneophis danieli
Gegeneophis danieli är en groddjursart som beskrevs av Giri, Wilkinson och Gower 2003. Gegeneophis danieli ingår i släktet Gegeneophis och familjen Caeciliidae. IUCN kategoriserar arten globalt som otillräckligt studerad. Inga underarter finns listade i Catalogue of Life.